# تازه‌آباد تومار
تازه‌آباد تومار یک روستا در ایران است که در استان اردبیل واقع شده‌است. تازه‌آباد تومار ۶۴ نفر جمعیت دارد.